# 東南部 (越南)

東南部在越南的位置

東南部（越南语：／），是越南的八大區域之一。東南部省市包括：胡志明市、同奈省和西寧省。這區域是越南最重要經濟區域。2006年，東南部佔越南總國庫收入百分之59。越南城市人口占總人口的25％，其中東南部就具有50%以上。東南部也是越南交通最重要中心。新山一國際機場是越南最大的國際機場（將被隆城國際機場取代）。西貢港也是越南最熱鬧的海港。

## 重要城市
- 胡志明市（西貢），越南最大城市、經濟中心，有超過7百萬人口，連同整個胡志明市大都會有約8百萬人口
- 邊和市，工業城市，屬胡志明市大都會的一部分
- 頭頓市，越南的重要石油、旅遊城市
- 西寧市，高台教發源地
- 土龍木市，工業城市，屬胡志明市大都會的一部分
- 同帥市，越南平福省省會

## 交通
- 西貢港
- 新山一國際機場
- 隆城國際機場（興建中）